# Живко Добрев
Живко Константинов Добрев Калопединкин е български дипломат от края на XIX – началото на XX век, масон и благодетел.

## Биография
Добрев е роден на 7 април 1873 година в село Плевня, Драмско, днес в Гърция. Сестра му Мария, по мъж Левова, е възпитаничка на Солунската българска девическа гимназия и дългогодишна българска учителка в Македония. Добрев учи в българското училище в Сяр, след което в турското в Драма. Завършва Солунската българска мъжка гимназия, след което учи право в Софийския и завършва право в Лозанския университет.
Завръща се в България и в 1898 година започва дипломатическа кариера като първи драгоман в османската столица Цариград. В 1906 – 1908 година оглавява българското консулство в Битоля. В Битоля развива широка обществена дейност. Заедно с други видни български дейци в града в 1905 година основава и е пръв председател на благотворителното дружество „Утеха“. Първоначално дружеството открива социална трапезария, която към началото на 1906 година редовно дава обеди на бедни ученици, а по-късно дружеството отваря и сиропиталище, за което активно лобира Добрев, който постоянно получава молби и заялвения за помощ на български сираци в целия вилает.
В 1909 година става първи секретар в Лондон, Великобритания. От 1908 до 1910 година е управляващ българската легация в Атина, Гърция, а от 1911 до 1912 година е консул в Скопие, Османската империя.
След освобождението на Драма по врема на Балканската война през есента на 1912 година Добрев е назначен за областен управител в града. През април 1913 година е член на българската делегация, сключила Лондонския мирен договор.
В 1914 година Добрев става генерален консул в Египет. От 1916 до 1918 година, по време на Първата световна война, е генерален консул в Одрин, в съюзната тогава на България Османска империя.
След Деветоюнския преврат от 1923 до 1925 година е пълномощен министър в Атина. Връща се от Атина и става главен секретар на Министерството на външните работи, на който пост остава до 1930 година или до пенсионирането си в 1932 година.
Добрев е български представител на много международни форуми. Занимава се с публицистика и публикува в периодичния печат.
Той е масон и акционер в акционерно дружество „Подем“, което поддържа материално Великата масонска ложа в България. Завещава своя дял за Възпитателен институт „Заря“, който развива културна и обществена дейност и който трябва да учреди благотворителен фонд на името на Живко и жена му Елена с цел подпомагане на ученици и студенти. Институтът е закрит на 7 февруари 1942 година на основание на Закона за защита на нацията, преди да се учреди благотворителен фонд, но според завещанието на Добрев при закриване на института фондът трябва да се прехвърли към Министерството на народната просвета при същите условия за управление на имуществото. При това положение фондът е учреден от Министерството на народната просвета според завещанието на Добрев на 22 май 1947 година. Основният капитал на фонда се състои от 2/3 от наследството, включващо облигации, влогове и вземания. Към 1 януари 1948 година капиталът възлиза на 1197 милиона лева.
Живко Добрев умира внезапно в София на 14 април 1939 година.